# 格奥尔基策·斯特凡
格奥尔基策·斯特凡（羅馬尼亞語：Gheorghiță Ștefan，1986年1月17日—），罗马尼亚男子摔跤运动员。他曾代表罗马尼亚参加2008年夏季奥林匹克运动会摔跤比赛，获得男子自由式74公斤级铜牌。